# Ernst Lamla
Ernst Lamla (* 21. November 1888 in Berlin; † 11. Oktober 1986 in Göttingen) war ein deutscher Physiker und Lehrer.

## Leben
Lamla studierte in Berlin Physik bei Max Planck, bei dem er 1912 mit der Dissertation Über die Hydrodynamik des Relativitätsprinzips promoviert wurde. Nach einer kurzen Zeit als wissenschaftlicher Assistent am Institut für Theoretische Physik der Berliner Universität trat Lamla als Mathematik- und Physiklehrer in den Schuldienst ein. 1933 wurde er aus politischen Gründen entlassen. 1947 zog er zu seinem Lehrer Max Planck nach Göttingen, wo er mit der Leitung des Staatlichen Gymnasiums betraut wurde, das nach dem Tod seines Lehrers auf seine Initiative in Max-Planck-Gymnasium umbenannt wurde. 1954 wurde Lamla in den Ruhestand versetzt.
Nach dem Tod Arnold Euckens (1950) war Lamla bis 1966 Herausgeber der Zeitschrift Naturwissenschaften.